# ローニャイ・エレメール

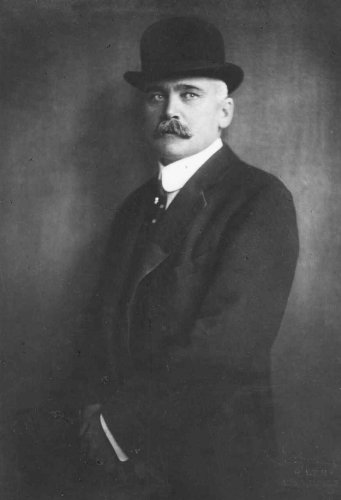
ローニャイ・エレメールの肖像写真

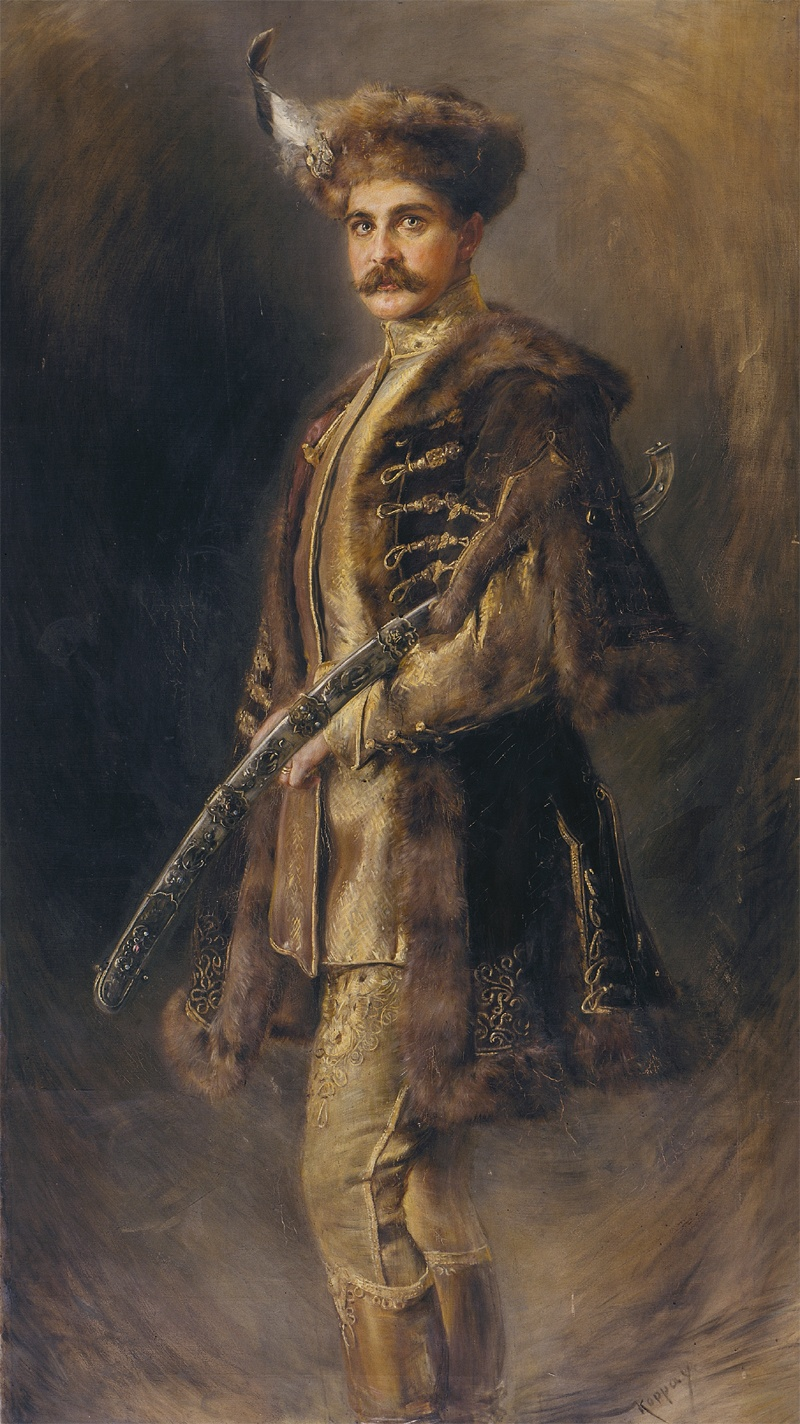
ハンガリーのマグナートの伝統衣装をまとい、佩刀するローニャイ・エレメール、宮廷画家コッパイ・J・A画、1900年頃

ローニャイ・エレメール・エデン（洪：Lónyay Elemér Ödön、1863年8月24日 ボドロゴラシ - 1946年7月29日 ブダペシュト）は、オーストリア＝ハンガリー（二重帝国）のハンガリー人外交官。男爵、1896年より伯爵、1917年よりローニャイ・デ・ナジ＝ローニャ・エ・ヴァーシャーロシュ＝ナメーニ公（洪：herceg Lónyay de Nagy-Lónya et Vásáros-Namény/独：Fürst Lónyay von Nagy-Lónya und Vasáros-Namény）に陞爵した。

## 生涯
ローニャイ・エデン男爵（1834年 - 1885年）と妻パージュマーンディ・ヴィルマ（1839年 - 1919年）の間の第2子・次男として、ハンガリー中部ボドロゴラシのローニャイ城（現ハンガリー北端部ボルショド・アバウーイ・ゼンプレーン県）で誕生。
シャーロシュパタクのギムナジウムを経て、2歳年長の兄ガーボル（1861年 - 1917年）とともにブダペシュトの大学で法学と国家学を学ぶ。1885年に父が死ぬと兄は郷里に戻って所領経営を引く継ぐが、次男のエレメールは外務省に入る。1886年公使館参事官、1889年ハンガリー王宮廷侍従となった。1895年、皇弟ルートヴィヒ・ヴィクトル大公が皇帝の名代としてロシア皇帝ニコライ2世の戴冠式に出席する際、その随行団に加わった。1896年11月29日付で、兄とともに伯爵位を授けられた。
1900年3月22日トリエステのミラマール城にて、亡き皇太子ルドルフ大公の未亡人ステファニー皇太子妃・大公妃と結婚する。夫の死後、男子後継者を産んでいない皇太子妃であったステファニーは、ウィーン宮廷において政治的重要性を失い、皇帝一族からも軽んじられ疎まれていた。非王侯出身のローニャイとの貴賤結婚でステファニーはオーストリア皇族会議の裁定により大公妃の身分を失い、また実父のベルギー王レオポルド2世からも勘当された。結婚後、ステファニーが身ごもることはなかった（前夫ルドルフ皇太子から罹患した性感染症が原因で不妊症になっていたと思われる）ため2人の間には子ができなかったが、夫婦仲は非常に愛情深いものだった。
1906年、ローニャイ夫妻はブラチスラヴァ郊外のオロスヴァール城を購入して移り住んだ。夫妻は毎年夏だけはローニャイの実家ボドロゴラシの城で過ごした。オロスヴァール城には、ローニャイ夫妻と同じく貴賤結婚によりオーストリア皇帝一族から爪はじきの憂き目にあっていた帝位継承者フランツ・フェルディナント大公とその妻のホーエンベルク公爵夫人ゾフィーが、しばしば賓客として招かれ、両夫妻は親しく付き合った。
1917年2月9日付で、新皇帝カール1世はローニャイ夫妻に公位を授けた。カール1世はまた、ローニャイにオーストリア・ハンガリー両宮廷の侍従職と、ハンガリー貴族院の世襲議員席をも与えた。
1945年に赤軍が迫ると、夫妻はオロスヴァール城を出て南方のパンノンハルマの大修道院に避難した。ステファニーは同修道院で1945年8月に死去し、ローニャイも妻の死から約1年後にブダペシュトで世を去った。夫妻の遺骸はパンノンハルマ修道院聖堂内の霊廟に納められた。

## 引用・脚注
1. ↑  Arno Kerschbaumer: Nobilitierungen unter der Regentschaft Kaiser Franz Joseph I. / I. Ferenc József király (1914–1916). Graz 2017 (ISBN 978-3-9504153-2-2), S. 198.